# Pierremont
Pierremont là một xã trong tỉnh Pas-de-Calais, vùng Hauts-de-France, Pháp.

## Địa lý
Pierremont có cự ly 28 dặm (45 km) phía tây Arras, tại giao lộ của các tuyến đường D99 và N39.

## Dân số
| 1962                                                              | 1968 | 1975 | 1982 | 1990 | 1999 | 2006 |
| ----------------------------------------------------------------- | ---- | ---- | ---- | ---- | ---- | ---- |
| 242                                                               | 254  | 229  | 218  | 236  | 252  | 269  |
| Số liệu điều tra dân số tính từ năm 1962, dân số chỉ tính một lần |      |      |      |      |      |      |

## Địa điểm nổi bật
- Nhà thờ St.Hubert, thế kỷ 18.
- Nhà thờ Đức Bà thế kỷ 18
- Cối xay gió cũ đang được phục chế.